# ربات‌ها (فیلم ۲۰۲۳)
ربات‌ها (به انگلیسی: Robots) فیلمی محصول سال ۲۰۲۳ و به کارگردانی آنت هینس و کاسپر کریستنسن است. در این فیلم بازیگرانی همچون شیلین وودلی، جک وایتهال، نیک رادرفورد، امانوئلا پوستاچینی و پل راست ایفای نقش کرده‌اند.

## داستان
در سال ۲۰۳۲، پیشرفت در رباتیک به انسان‌ها امکان می‌دهد تا از اندرویدها به‌عنوان خدمتکار و نیروی کار یدی استفاده کنند. دو ساکن مرفه حومهٔ شهر، «الین» و «چارلز»، به‌طور غیرقانونی از نسخه‌های اندرویدی خود برای فرار از محدودیت‌های زمانی قرار ملاقات‌ها و فشارهای کاری بهره می‌برند. اندروید چارلز، موسوم به «سی۲»، نه‌تنها شغل او را انجام می‌دهد، بلکه زنان را برای رابطه آماده می‌کند تا چارلز واقعی—که مردی زن‌باره و خودخواه است—با آن‌ها رابطه برقرار کند. اندروید الین، موسوم به «ای۲»، هم‌زمان با دوازده مرد قرار می‌گذارد و با آن‌ها رابطه جنسی دارد تا الین—که زنی سنگدل و پول‌دوست است—از آن‌ها پول و هدایای گران‌قیمت بگیرد.
در نتیجهٔ یک اشتباه در آدرس‌ها، چارلز وارد خانه‌ای خصوصی می‌شود و در حالی‌که تصور می‌کند در حال اغوای الین است، در جلسه‌ای غیررسمی با هیئت‌مدیره شرکت می‌کند و حرف‌های نامناسب می‌زند. در همین زمان، سی۲ و ای۲ برای نخستین بار یکدیگر را ملاقات کرده و شب را با هم سپری می‌کنند.
صبح روز بعد، چون سی۲ شب را بیرون مانده، چارلز برای پیدا کردن او به خانهٔ الین می‌رود. الین نیز هم‌زمان برای یافتن ای۲ بازمی‌گردد. در این لحظه، هر دو تماس‌هایی از اندرویدهایشان دریافت می‌کنند که طی آن‌ها سی۲ و ای۲ هویت واقعی خود را برای یکدیگر فاش کرده و درمی‌یابند که عاشق هم شده‌اند.
چارلز و الین ناچار می‌شوند با هم همکاری کنند تا زندگی خود را پس بگیرند. آن‌ها نزد «زک»، خالق این اندرویدها، می‌روند و از او کمک می‌خواهند. زک با استفاده از امضای جی‌پی‌اس آن‌ها را ردیابی می‌کند، اما هشدار می‌دهد که بازگرداندن اندرویدها تقریباً غیرممکن است، زیرا آن‌ها به خودآگاهی رسیده‌اند.
چارلز به‌طور مخفیانه با دوستش «اشلی» (ملقب به «نینجای چاق»)، که سرباز سابق است، تماس می‌گیرد تا کمک کند. این سه نفر اندرویدها را در یک متل پیدا کرده، با تفنگ شوک‌زا آن‌ها را از کار می‌اندازند و به صندوق عقب خودرو می‌اندازند. اما سی۲ و ای۲ به هوش می‌آیند و با سرقت هویت و جعل، خودروها و پول نسخه‌های انسانی‌شان را به‌دست می‌آورند. سپس با ضبط یک ویدئوی جعلی که چارلز و الین را در حال سرقت مسلحانه نشان می‌دهد، آن‌ها را تهدید می‌کنند که تعقیبشان نکنند و تصمیم می‌گیرند به مکزیک فرار کنند.
بی‌پول و بی‌پناه، چارلز مجبور می‌شود الین را به کلبهٔ کوچک ناپدری‌اش در جنگل ببرد. آن‌ها ابتدا با هم جر و بحث می‌کنند، اما پس از نوشیدن ویسکی، در کنار آتش در صندلی راحتی خوابشان می‌برد. صبح روز بعد، الین پیش از حرکت به سوی مکزیک، ویدئویی را که آن‌ها را متهم می‌کند دوباره تماشا می‌کند و درمی‌یابد که این فقط نقشه‌ای برای تصاحب زندگی‌شان بوده، چرا که اندرویدها در شبکه‌های اجتماعی آن‌ها را دیده‌اند. آن دو به خانهٔ ناپدری چارلز می‌روند تا آن‌ها را پیدا کنند.
در آنجا، درمی‌یابند که ناپدری چارلز فریب خورده و در حال برگزاری مراسم عروسی برای سی۲ و ای۲ است. چارلز و الین با پوشیدن لباس اندرویدهای خدمتکار، خود را به آنجا می‌رسانند. آن‌ها سی۲ را شوک‌زده کرده و از صخره به پایین پرت می‌کنند. پیش از آن‌که ای۲ را هم به پایین پرت کنند، هر دو اندروید به هوش می‌آیند. پس از شوک دوباره به ای۲، به سراغ زک می‌روند و او را مجبور می‌کنند تا ای۳، اندروید بردهٔ جنسی خود را قرض دهد. با تماس تصویری با سی۲، او را متقاعد می‌کنند که ای۲ دوباره با چارلز است.
وقتی سی۲ خشمگین از راه می‌رسد، دو معاون کلانتر که او را دنبال کرده‌اند وارد خانه می‌شوند و این چهار نفر، که به‌ظاهر دو جفت دوقلو هستند، بازداشت می‌شوند. پس از تطبیق اثر انگشت و یافتن نتایج یکسان، مشخص می‌شود که آن‌ها ربات‌های غیرقانونی هستند و روند تشکیل پروندهٔ قضایی آغاز می‌شود.
کلانتر پس از تماس با مقامات فدرال، به خانه می‌رود تا خود را برای حضور در تلویزیون آماده کند. چارلز در تماس تلفنی با اشلی، از او می‌خواهد تا وثیقه‌شان را تأمین کند. در مرز مکزیک، شباهت اثر شبکیهٔ چشم باعث می‌شود فقط دو نفر اجازهٔ عبور داشته باشند. چارلز، که پشیمان شده، سی۲ را ترغیب می‌کند تا با ای۲ به مکزیک برود، جایی که اندرویدها از حقوق برابر برخوردارند.
با وجود انتظار چارلز و الین برای زندانی شدن به‌خاطر داشتن اندرویدهای غیرقانونی، مقامات فدرال نمی‌توانند آن‌ها را تحت پیگرد قرار دهند، زیرا اشلی ادارهٔ پلیس و تمام مدارک قابل استناد را منفجر کرده است. از آنجا که سی۲ و ای۲ دیدگاه چارلز و الین را نسبت به زندگی تغییر داده‌اند، آن دو یکدیگر را می‌بوسند و سپس به‌جای اندرویدها، مراسم ازدواج را برگزار می‌کنند.